# Relieffragment mit Hafenszene
Das Relieffragment mit einer Hafenszene befindet sich in der ägyptischen Sammlung des Roemer- und Pelizaeus-Museum in Hildesheim. Dieses Fragment gehörte ursprünglich zu einer größeren Hafenszene. In unterschiedlichem Erhaltungszustand sind Teile von vier Lastschiffen und Mitglieder der Schiffsmannschaft bei der Arbeit erkennbar. Das aus Kalkstein in erhabenem Relief gefertigte Objekt datiert in das Neue Reich, späte 18. Dynastie, ca. 1300 v. Chr.

## Fundort und Erhaltungszustand
Der Fundort des Relieffragments ist unbekannt. Es wurde von Wilhelm Pelizaeus 1914 angekauft und seiner Heimatstadt Hildesheim übereignet. Der Block ist an allen Ecken und Kanten bestoßen, größere Fehlstellen sind an der rechten Kante und der linken unteren Ecke festzustellen, kleinere Beschädigungen betreffen das Gesicht des hockenden Mannes neben dem Steuerruder im rechten unteren Schiff sowie die Beine des stehenden Mannes.

## Beschreibung
Das Relieffragment zeigt im oberen Abschnitt zwei Lastschiffe, das rechte ist fast vollständig erhalten und vom linken der vordere Teil. Darunter sind Teile zwei weiterer Lastschiffe, die gerade entladen werden, mit umgelegten Masten und Rahen dargestellt. Im oberen Bereich sind an den Schiffsrümpfen die rechteckigen Enden der Deckenbalken in regelmäßigen Abständen angegeben. Besonders gut erhalten sind der Kajütenaufbau und die umgelegten Mastunterteile. Heck und Rumpf wirken gleich lang, was für Flussschiffe typisch ist. Die Aktionen der Arbeiter sind sehr lebendig dargestellt, mit deutlichen Unterschieden in Ausdruck und Bewegungen. Im rechten oberen Boot hockt ein Mann neben dem Steuerruder, dessen Oberkörper zum Angeln nach hinten gewendet ist. Er schaut auf das Ende der Angel herab, an der ein Fisch hängt. Vom links dahinter liegenden Schiff sind das rechte Ende der Kajüte und Reste des Steuerruders sowie eines Besatzungsmitglieds sichtbar. Der Rumpf dieses Schiffes setzt sich in einem Anschlussblock fort, der sich heute im Brooklyn Museum in New York (Inventar Nummer 48.112) befindet. Dieser zeigt auch noch Reste eines dritten Schiffes in der oberen Reihe. Auf den Schiffen der unteren Reihe des Hildesheimer Blocks sind fünf Personen abgebildet. Die linke stehende Person hält in der linken Hand eine Gerte oder Peitsche und trägt einen Soldatenschurz. Der Mann scheint ein Aufseher oder Antreiber zu sein, der auf dem Kajütendach eines der Schiffe steht. Auch diese Szene setzt sich auf dem anschließenden Brooklyner Fragment fort. Vor dem Aufseher hocken vier weitere Personen, möglicherweise handelt es sich um Gefangene. Direkt vor ihm hält ein Mann einen Korb oder eine Kiste auf den Schultern. In der Mitte tragen ein bartloser Mann und eine Frau mit langem Haar gemeinsam einen solchen Gegenstand. Der rechts daneben sitzende Mann hockt scheinbar unbeteiligt auf einem umgelegten Mast des zweiten Schiffes. Sein Haar ist halblang. Diese Szene zeigt das Be- bzw. Entladen eines Schiffes.
Das Relieffragment stammt aus einem memphitischen Grab der Nachamarnazeit, denn damals ließen auch hohe Würdenträger wie beispielsweise Haremhab in ihren Gräbern Gefangenenvorführungen darstellen. Die Szenen spielen sich in einem Binnenhafen ab, wohl in Memphis, wo Waren, aber auch Beutegut und Gefangene aus aller Herren Länder angeliefert wurden.